# Amphiscirpus nevadensis
Amphiscirpus nevadensis är en halvgräsart som först beskrevs av Sereno Watson, och fick sitt nu gällande namn av Oteng-yeb. Amphiscirpus nevadensis ingår i släktet Amphiscirpus och familjen halvgräs. Inga underarter finns listade i Catalogue of Life.